# Javier García Cuesta
Javier García Cuesta (* 20. April 1947 in Mieres) ist ein ehemaliger spanischer Handballspieler und Handballtrainer.

## Spielerkarriere
García Cuesta spielte von 1968 bis 1976 für den spanischen Erstligisten Atlético Madrid, mit dem er 1969/70, 1971/72, 1973/74 und 1975/76 spanischer Vizemeister wurde. Im spanischen Pokal erreichte er 1969/70, 1972/73 und 1975/76 das Finale.
In der spanischen Nationalmannschaft debütierte der Torwart beim 29:17 gegen Island am 28. April 1968 in Alicante. Er stand im Aufgebot für die Olympischen Spiele 1972 in München, wo die spanische Auswahl den 15. Platz belegte. Bei der Weltmeisterschaft 1974 belegte er mit Spanien den 13. Platz. Bei den Mittelmeerspielen 1975 gewann er mit der Selección die Silbermedaille. Insgesamt bestritt er 63 Länderspiele.

## Trainerlaufbahn
Nach seinem Abschluss an der Facultad de Ciencias de la Actividad Física y del Deporte in Madrid wurde García Cuesta 1975 Fitnesstrainer bei der Fußballmannschaft von Atlético.
Als Vereinstrainer war er von 1987 bis 1989 bei CB Cantabria Santander beschäftigt. Mit Santander gewann er 1989 den Königspokal. 1993 wurde er wieder verpflichtet, wurde aber im Januar 1994 bereits entlassen.
Ansonsten war Cuesta vor allem als Nationaltrainer gefragt. Von 1979 bis 1987, 1994 bis 1995 und 2012 bis 2018 war er Nationaltrainer der Männer-Handballnationalmannschaft der Vereinigten Staaten. Mit den USA gewann er mehrere Medaillen bei der Panamerikameisterschaft, den Panamerikanischen Spielen und nahm an den Olympischen Spielen 1984 in Los Angeles teil.
Die spanische Nationalmannschaft betreute er erstmals von 1989 bis 1992. Bei den Goodwill Games 1990 wurde Spanien Dritter, bei der Weltmeisterschaft 1990 und den Olympischen Spielen 1992 Fünfter. Von 2005 bis 2009 war er technischer Direktor der Spanier und übernahm 2008 kurzzeitig noch einmal den Trainerposten.
Mit der ägyptischen Nationalmannschaft gewann er die Afrikaspiele 1995 und zweimal Bronze bei der Handball-Afrikameisterschaft der Männer. Zudem nahm er 1996 an seinen dritten Olympischen Spielen teil.
Mit Portugal nahm er zwischen 1999 und 2005 an den  Europameisterschaften 2000, 2002 und 2004 sowie den Weltmeisterschaften 2001 und 2003 teil.
Von 2009 bis 2012 trainierte er die Brasilianische Männer-Handballnationalmannschaft, mit der er an den Weltmeisterschaften 2009 und 2011 teilnahm sowie Silber bei der Panamerikameisterschaft 2010 und den Panamerikaspielen 2011 gewann.

### Erfolge als Trainer
- Mit CB Santander:
  - Copa del Rey: 1989

- Mit den USA:
  - Panamerikameisterschaft 1979: Bronzemedaille
  - Panamerikameisterschaft 1981: Bronzemedaille
  - Panamerikameisterschaft 1983: Silbermedaille
  - Panamerikameisterschaft 1985: Silbermedaille
  - Panamerikameisterschaft 1994: Bronze
  - Panamerikameisterschaft 2014: 6. Platz
  - Panamerikameisterschaft 2016: 8. Platz
  - Panamerikaspiele 1987: Goldmedaille
  - Panamerikaspiele 1995: 4. Platz
  - Weltmeisterschaft 1995: 21. Platz
  - Olympische Spiele 1984: 9. Platz

- Mit Spanien:
  - Weltmeisterschaft 1990: 5. Platz
  - Goodwill Games 1990: Bronzemedaille
  - Olympische Spiele 1992: 5. Platz

- Mit Ägypten:
  - Afrikaspiele 1995: Goldmedaille
  - Afrikameisterschaft 1996: Bronzemedaille
  - Afrikameisterschaft 1998: Bronzemedaille
  - Olympische Spiele 1996: 6. Platz
  - Weltmeisterschaft 1997: 6. Platz

- Mit Portugal:
  - Europameisterschaft 2000: 7. Platz
  - Europameisterschaft 2002: 9. Platz
  - Europameisterschaft 2004: 14. Platz
  - Weltmeisterschaft 2001: 16. Platz
  - Weltmeisterschaft 2003: 12. Platz

- Mit Brasilien:
  - Panamerikameisterschaft 2010: Silbermedaille
  - Panamerikaspiele 2011: Silbermedaille
  - Weltmeisterschaft 2009: 21. Platz
  - Weltmeisterschaft 2011: 21. Platz